# Bánffy Miklós (főispán, 1547–1593)

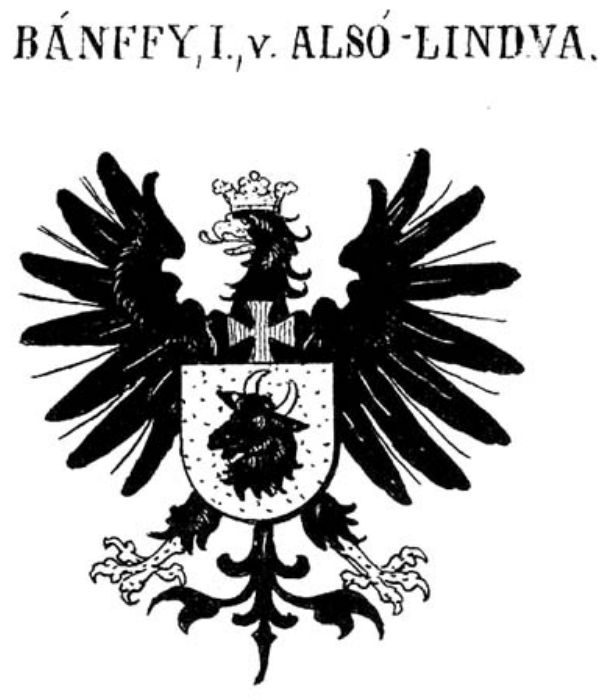
Az alsólendvai Bánffy család címere

Alsólendvai Bánffy Miklós (1547–1593) Zala vármegye főispánja (1569–1579), a reformáció buzgó támogatója, nagybirtokos.

## Élete
Az ősrégi Zala vármegyei főnemesi Hahót nemzetségbeli alsólendvai Bánffy család sarja. Apja alsólendvai Bánffy István (1522–1568), aki 1567 és 1568 között országbíró és egyben királyi étekfogó mester, anyja guthi Országh Magdolna (†1584). Az apai nagyszülei alsólendvai Bánffy János (fl. 1508-†1534), a Magyar királyság nádora 1530 májusa és 1533 márciusa között, királyi helytartó, királyi főpohárnokmester, nagybirtokos, valamint ormosdi és kevendi Székely Margit voltak. Az anyai nagyszülei guthi Ország Imre, fő-ajtónállómester és homonnai Drugeth Ágnes voltak.
1556-ban Grazba küldték német nyelvet tanulni. 1558-ban Archo grófnő Bécsbe vitte iskolába. Nagyapja Apja Bánffy János nádor lett a reformáció első követője a családban; apja Bánffy István szintén követte a reformációt. Orbonai Rácz György volt a legelső református mester Alsólendván, ez tanította a most nevezett Bánffy Miklóst és ennek atyját Istvánt is. A 16. században Bánffy Miklós, a vidék protestáns nemes ura a nyomdászt, Hoffhalter Rudolfot más területről hozta Alsólendvára. Nyomdát létesített az alsólendvai várban az evangélium terjesztésére, és udvari papjának, Kultsár Györgynek lehetővé tette, hogy hányatott élete alkonyán három könyve napvilágot lásson. Alsólendván Bánffy Miklós a patrónus, Hoffhalter Rudolf a vándornyomdász és Kultsár György a száműzött prédikátor az 1573 és 1574-es években találnak egymásra - az evangélium szolgálatában és a protestantizmust terjesztve. Hoffhalter Rudolf csupán másfél évet élt Alsólendván. Ezalatt segítette a napvilágra Kultsár György prédikációit, Az halálra való készületről rövid tanóság címmel (Lyndae, 1573). A könyv prédikációkat tartalmaz, amelyeknek témája a Szentírásból vett evangéliumok magyarázatai, vagyis elmélkedések az evangéliumokról. A szerző könyvét Bánffy Miklós főárnak ajánlotta.
1572-ben pohárnokként szolgált Rudolf magyar király udvarában, 1569 és 1579 között Zala vármegye főispánja volt.

## Házassága és leszármazottjai
1570-ben nőül vette Zrínyi Orsolyát (1552-1593), a szigetvári kapitány Zrínyi Miklósnak és Frangepán Katalinnak (†1561) a leányát és egyben nyalábi Perényi János ugocsai főispán özvegyét. Nempti várában tartották a lakodalmat. Menyegzőjükön nővére, Zrinyi Dóricza és ennek férje Batthyány Boldizsár voltak a főgazdák. A menyasszonynak az apai nagyszülei Zrínyi III. Miklós (†1534), földbirtokos, hadvezér, és Korbáviai Ilona (fl. 1502) voltak. Az anyai nagyszülei Frangepán Ferdinánd (fl. 1509–1527), földbirtokos és Brankovics Mária (1540) voltak. Frangepán Ferdinándnak a fivére Frangepán Kristóf (1482–1527), hadvezér, Zengg, Veglia és Modrus grófja, horvát-dalmát-szlavón bán volt. Bánffy Miklósné Zrínyi Orsolyának az anyai nagyapai dédszülei Frangepán Bernát, diplomata, nagybirtokos és Aragóniai Marzano Lujza, V. Alfonz aragóniai király unokája. Bánffy Miklós és Zrínyi Orsolya frigyéből született:
- Bánffy István (Nemti, 1571–1575)
- Bánffy Katalin (Nemti, 1573. március 31.). 1.f.: szarvaskendi és óvári Sibrik István. 2.f.: divékújfalusi Újfalussy János.
- Bánffy György (Nemti, 1574. szeptember 16.–1607. február 8.), nagybirtokos. Felesége: nagylucsei Dóczy Magdolna.
- Bánffy Erzsébet (Nemti, 1579. február 23.–)
- Bánffy Dorottya (Nemti, 1581. február 22.–)
- gróf Bánffy Kristóf (Nemti, 1577. március 12.–†1644), tárnokmester 1625 és 1644 között, királyi pohárnokmester 1622 és 1625 között, Zala vármegye főispánja, hadvezér, nagybirtokos. 1.f.: kaposmérei Mérey Anna. 2.f.: báró trakostyáni Draskovits Ilona